# Виктор Емануил II Савойски
Вижте пояснителната страница за други личности с името Виктор Емануил.
Виктор Емануил II Савойски (на италиански: Vittorio Emanuelle II di Savoia), роден Виктор Емануил Алберт Мария Евгений Фердинанд Томас Савойски (на италиански: Vittorio Emanuele Maria Alberto Eugenio Ferdinando Tommaso di Savoia; * 14 март 1820, Палацо Кариняно, Торино, Сардинско кралство; † 9 януари 1878, Рим, Кралство Италия), е последният крал на Сардиния (1849 – 1861) и първият крал на обединена Италия (17 март 1861 – 1878).
От 1849 до 1861 г. е и херцог на Савоя, принц на Пиемонт и херцог на Генуа. Той е запомнен и с титлата Крал джентълмен (на италиански: Re gallantuomo), тъй като след възкачването си на престола не оттегля Албертиновия устав, обнародван от неговия баща Карл Алберт.
Подпомогнат от министър-председателя Камило Бенсо, граф на Кавур, той завършва Рисорджименто, чиято кулминация е провъзгласяването на Кралство Италия. Благодарение на ролята, изиграна в постигането на обединението на Италия, той е наричан Баща на родината. Така наречен, той се появява в надписа във Виториано (Олтарът на родината) – националният паметник на пл. „Венеция“ в Рим, който носи името си от него.

## Произход
Виктор Емануил II е най-големият син на краля на Сардиния Карл Алберт Савойски-Каринян (* 1798, † 1849) и на съпругата му Мария Тереза Австрийска-Тосканска (* 1801, † 1855). Негови дядо и баба по бащина линия са Карл Емануил Савойски-Каринян и Мария Кристина Саксонска (* 1770, † 1851), а по майчина – Фердинанд III, велик херцог на Тоскана, и принцеса Луиза Мария Амалия Бурбон-Двете Сицилии. Има един брат и една сестра:
- Фердинанд Мария (* 1822; † 1855), от 1831 г. първи херцог на Генуа, съпруг на принцеса Мария Елизабет Саксонска
- Мария Кристина (* 1826; † 11827), принцеса на Сардиния

## Биография

### Начални години
Виктор Емануил е роден в Палат Кариняно в Торино и прекарва ранните си години във Флоренция. Баща му е един от малцината мъжки наследници на Савойския дом, от кадетския клон Савоя-Каринян, чийто произход води началото си от 1620 г. След смъртта на краля на Сардиния и неговия брат, Карл наследява трона и става новият крал.
Карл Алберт, известен с либералните си симпатии, участва в бунтовете от 1821 г., които водят до абдикацията на Виктор Емануил I. В отговор новият крал, Карл Феликс Савойски, нарежда на Карл Алберт  и семейството му да се установят в Новара. Скоро след това, поради лична неприязън, Карл Феликс настоява Карл Алберт да напусне кралството и да се премести в Тоскана. Така Карл Алберт се установява със семейството си във Флоренция, столица на Великото херцогство Тоскана, където управлява дядото на Виктор Емануил по майчина линия, великият херцог Фердинанд III. Там младият Виктор Емануил получава военно обучение под ръководството на Джузепе Дабормида.
През 1822 г. Виктор Емануил оцелява след пожар във флорентинската резиденция на дядоси, великият херцог Фердинанд III. Трагедията обаче отнема живота на неговата гувернантка. Това драматично събитие, съчетано с липсата на видима физическа и характерна прилика между Виктор Емануил и неговите родители, поражда слух, че истинският Виктор Емануил е загинал като дете в пожара и че е бил заменен със сина на местен флорентински месар.
През 1831 г. Карл Алберт се завръща в Торино, за да поеме трона след смъртта на Карл Феликс Савойски. Виктор Емануил го последва и е поставен под настойничеството на граф Чезаре Салуцо ди Монезильо, подкрепян от множество учители, включително генерал Еторе Де Сонац, теологът Андреа Шарва, историкът Лоренцо Изнарди и юристът Джузепе Мано. Методите на обучение за наследниците на Савойския дом се отличават със строгост и дисциплина, следвайки спартански модел. Наставниците – твърди формалисти, избирани въз основа на тяхната привързаност към трона и към Църквата, му налагат строги графици както през лятото, така и през зимата. Ежедневието започва рано – в 5:30 сутринта, с три часа учене, последвани от час езда. Следва закуска, а след нея – уроци по фехтовка и гимнастика, завършващи с още три часа учене. Следобедът включва обяд и задължително посещение при майката на Виктор Емануил за уроци по етикет, а денят приключва с половинчасови молитви.
Виктор Емануил не показва голям напредък в обучението си, въпреки усилията на неговите учители. Той предпочита дейности като езда, лов, фехтовка и планински преходи, вместо да се фокусира върху ученето. На 25 август 1837 г. например той изкачва планината Рочамелоне. Неговият баща, недоволен от слабите му резултати, дори го води при нотариус на 10-годишна възраст, за да подпише официално обещание за повече старание в учението. 
Единствената нежност в живота му идва от майка му, докато баща му подхожда студено и формално – позволява на сина си да целуне ръката му два пъти дневно, придружавайки жеста само с думите: C'est bon. За да изпита зрелостта на Виктор Емануил, бащата му го кара да пише отговори на въпроси като „Може ли принц да сключва договори за продажба и покупка на коне?“.
Въпреки обещанието,Виктор Емануил продължава да показва слаб напредък в образованието. Неговите писма разкриват езикова неувереност, а той е принуден да учи специално как да дава команди. Единствено в калиграфията и военните правила демонстрира някакви умения. Най-голямото му удовлетворение идва, когато на 18-годишна възраст е назначен за полковник и получава командването на полк – момент, който му позволява най-накрая да насочи енергията си към военната си амбиция и да остави учебния период зад себе си.

### Брак и извънбрачни връзки
След като достига чин на генерал през 1842 г., Виктор Емануил сключва брак с първата си братовчедка Мария Аделхайд Австрийска. Връзката им се отличава с взаимна привързаност и обич – тя му ражда осем деца. Въпреки това Виктор Емануил често изпада в извънбрачни авантюри, като тези с актрисата Лаура Бон и Роза Верчелана, наричана „Хубавата Роза“. Той става баща на много извънбрачни деца – официално са документирани осем, родени от шест жени, но се предполага, че има над двадесет други, на които често дава фамилията „Гуариеро“ или „Гуариери“.
През 1855 г., след смъртта на съпругата му Мария Аделхайд, започват обсъждания за нов брак на Виктор Емануил с принцеса Мария Аделаида Кеймбриджка. Въпреки това тези планове се провалят, не само поради лошата му репутация сред европейските дворове, но и заради собственото му нежелание, което е продиктувано от връзката му с Роза Верчелана.
През 1864 г. Роза последва краля във Флоренция и се установява във Вила „Ла Петрая“. Пет години по-късно, през 1869 г., Виктор Емануил се разболява тежко и, страхувайки се от смъртта, сключва религиозен морганатичен брак с Роза в Сан Росоре, близо до Пиза.  Религиозната церемония се състои на 18 октомври 1869 г., а гражданският брак е отпразнуван години по-късно, на 7 октомври 1877 г. в Рим.

### Първи години на управление
Март 1848 г. е белязан от ееволюции в цяла Европа, включително и в Кралство Ломбардия-Венеция, което е част от Австрийската империя и е населено предимно с италианци. Бащата на Виктор Емануил, Карл Алберт, известен като суверен-реформатор, издава Албертиновия устав на 4 март 1848 г. и оказва подкрепа на революционерите,стремящи се да премахнат австрийското господство. Той обявява война на Австрия, като отбелязва началото на дългия период, известен като Рисорджименто, като влиза в Ломбардия с пиемонтски войски и италиански доброволци. 
По време на Първата война за независимост, известна като Австро-сардинската война, Виктор Емануил, тогава херцог на Савоя, командва 7-ма резервна дивизия. Въпреки усилията войната завършва катастрофално за Кралство Сардиния, което, изоставено от съюзниците и победено в битките при Кустоца (25 юли) и при Милано (4 юли), оговаря първото примирие (това от Саласко) на 9 август. 
Военните действия са възобновени на 20 март 1849 г. На 23 март, след ожесточена битка в района близо до Бикока, Карл Алберт изпраща генерал Луиджи Феча ди Косато да преговаря за капитулация с Австрия. Условията са изключително тежки и предвиждат присъствието на австрийски гарнизон в крепостите Алесандрия и Новара. Карл Алберт, в присъствието на Войчех Хшановски, Карло Емануеле Ла Мармора, Алесандро Ла Мармора, Рафаеле Кадорна, Виктор Емануил и неговия син Фердинанд Савойски-Генуезки, подписва абдикацията си и с фалшив паспорт бяга в Ница, откъдето отива в изгнание в Португалия.
Същата нощ, точно преди полунощ, Виктор Емануил II посещава ферма във Виняле до Новара, където се среща с генерал Йозеф Радецки, за да предоговори условията за капитулацията с австрийците, или по-скоро за първото си действие като суверен. Радецки, който се стреми да избегне сближаването на младия крал с демократите, смекчава условията на примирието от Виняле. В замяна Виктор Емануил II уверява, че ще предприеме решителни действия срещу демократическата партия, която, според него, е получила прекомерна свобода при управлението на баща му, довеждайки страната до война срещу Австрия. Той открито се дистанцира от политиката на своя баща, наричайки министрите му „група малоумници“, и заявява, че има 50 000 души готови за битка – въпреки че тези сили всъщност съществуват само на хартия. Въпреки натиска на Австрия Виктор Емануил категорично отказва да отмени Албертиновия устав, превръщайки се в единственият суверен на италианския полуостров, който запазва конституцията.

#### Крал джентълмен
След поражението при Новара и абдикацията на баща му Карл Алберт Виктор Емануил II започва да се определя като крал джентълмен, който, оживен от патриотични чувства и в защита на конституционните свободи, яростно се противопоставя на исканията на ген. Радецки за премахване на Албертиновия устав.
| „ | но в австрийските архиви ще бъдат открити някои доклади, написани по това време от Радецки, от барон фон Мецбург и от барон д'Аспре, които ще предоставят много различна картина от тази, която Виктор Емануил се е опитал да акредитира като оправдание за собственото си поведение. Според възприетата по това време версия именно твърдостта на новия крал в преговорите за примирието във Виняле спасява Пиемонтския устав, който Радецки се надява да накара да отмени. Но тази версия сега се оказа фалшификация на фактите: австрийците също имаха конституционно правителство и Радецки не направи опит да принуди пиемонтците да се откажат от устава. Ако те получиха доста добри мирни условия, това не се дължеше на смелата съпротива от страна на краля, а преди всичко на необходимостта, в която австрийците се оказаха щедри, за да не хвърлят Виктор Емануил в обятията на Франция или революционерите. Австрийците искаха приятелски настроен Пиемонт, за да постигнат траен мир на италианския полуостров и да го превърнат в съюзник срещу републиканска Франция. Преди всичко те трябваше да подкрепят краля срещу радикалите в парламента. | “ |

Всъщност младият крал се обявява за приятел на австрийците и упреквайки баща си в слабостта, че не е успял да се противопостави на демократите, обещава сурова политика спрямо тях с премахването на устава.
| „ | Следователно истината е, че Виктор Емануил не спаси патриотично конституцията, а напротив – каза, че иска да стане приятел на австрийците и да възстанови монархическата власт в по-голяма степен. | “ |

Тази нова версия за фигурата на суверена се появява с откриването и публикуването на австрийски дипломатически документи за преговорите, проведени във Виняле, в които генерал Радецки пише на правителството във Виена на 26 март:
| „ | Кралят проведе личен разговор с мен завчера на аванпостовете, в който открито заяви твърдото си желание да иска от своя страна да доминира в революционната демократична партия, на която баща му беше дал свобода на действие, така че бе заплашил самия себе си и своя трон; и че за това му трябваше само малко повече време и особено да не бъде дискредитиран в началото на управлението си [...]. Тези причини са толкова верни, че не можех да ги оспорвам, затова се предадох и смятам, че се справих добре, защото без доверието на новия крал и защитата на неговото достойнство никаква ситуация в Пиемонт не може да ни предложи никаква гаранция за спокойствие на страната в близкото бъдеще. | “ |

Това представяне на краля като нелиберал е потвърдено от написаното в частно писмо до апостолическия нунций през ноември 1849 г., където кралят заявява, че:
| „ | не вижда полза от конституционното управление, всъщност чака само благоприятния момент, за да го отхвърли. | “ |

Шарл Адриен Хис Де Бютенвал, френски пълномощен представител в Торино, пише на 16 октомври 1852 г. в Париж, че Виктор Емануил е реакционер, който използва Устава, за да поддържа неспокойните италиански емигранти и либералите, намерили убежище в Торино, като поддръжници и съюзници на себе си и на своята династия и събитията от 1848 – 1849 г., на които той се представя като защитник, защото те ще бъдат полезни за оправдаване на бъдеща кралска завоевателна война.
Срещу тази версия на срещата между краля и генерал Радецки, докладвана от Денис Мак Смит, е тази на генерал Генуа Джовани Таон ди Ревел, който месец след разговора във Виняле успява да се срещне с Виктор Емануил II в Ловен павилион „Ступиниджи“. „Кралят — пише генералът — дойде да говори с мен за уговорките, използвани от маршала на конференцията, за да го склони да отмени устава; той се засмя, намеквайки за илюзията на стареца, който бе повярвал, че ще го съблазни с любезни маниери и с обилни обещания, до степен да му предложи четиридесет хиляди австрийски щика, ако трябваше да възстанови добрия ред в държавата си.“
Обяснение на поведението на краля в примирието във Виняле се приписва на Масимо д'Адзельо, който твърди, че това на суверена е „несигурен либерализъм“, който е заявил: „По-добре да си крал в собствения си дом, макар и с конституционни ограничения, отколкото да да бъдеш протеже на Виена.“
Един клон на историографията твърди, че Виктор Емануил, въпреки своите абсолютистки настроения, е поддържал либерални институции от политическа далновидност, осъзнавайки голямото им значение в управлението на държавата. Доказателство за това е и дългото сътрудничество между краля и министър-председателя Камило Бенсо, граф на Кавур, от когото кралят е много далеч по отношение на политически позиции – първият е абсолютист, а вторият е либерал. Например Джани Олива казва:
| „ | ...възпитан в абсолютизъм, Виктор Емануил II не изпитва съчувствие към това, което ограничава суверенната власт. В неговия прагматичен подход към политиката обаче има съответни съображения, които го карат да разчита на умерения либерализъм при запазване на Устава. Първо, Савойската монархия демонстрира неефективност във войните от 1848-49 г. и ѝ липсва престижът, необходим за политика на чиста консервация. Второ, за да победи демократичното движение, което представлява най-голямата опасност, монархията трябва да разшири социалната база на своя консенсус и да обнови управляващата класа. Трето, с оглед възобновяване на войната срещу Австрия, е необходимо Пиемонт да стане отправна точка за най-активните сили на полуострова и да се получи международната подкрепа на страни като Англия или Франция, които не биха подкрепили реакционерно правителство. [...] В тази ситуация потвърждаването на конституционната промяна е не само най-подходящият избор, но и най-малко конфликтният, тъй като стабилизира новите баланси, които зреят в Пиемонт през 40-те години. | “ |

Освен това друга скорошна реконструкция на преговорите на Виняле твърди, че:
| „ | През 1848 г. във Виняле Радецки му предлага [Виктор Емануил] да превърне поражението в победа: нови земи в замяна на отмяната на Устава и отказ от бъдеща национална революция. Младият владетел отказал. | “ |

Гореспоменатата политическа далновидност, която го накара да противоречи на собствените си принципи, следователно би била произходът на термина „Крал джентълмен“.

#### Край на Първата война за италианска независимост
Официалните срещи между Виктор Емануил и фелдмаршал Йозеф Радецки се провеждат от сутринта до следобед на 24 март отново във Виняле, а споразумението е подписано на 26 март в Боргоманеро. Виктор Емануил обещава да разпусне доброволческия корпус на армията и да отстъпи крепостта на Алесандрия и контрола върху териториите между реките По, Сезия и Тичино на австрийците, както и да възстанови военните щети с астрономическата сума от 75 млн. Френски франка. Това са споразуменията за примирие, които, в съответствие с член 5 от Албертиновия устав, трябва да бъдат ратифицирани от Камарата, за да може да се подпише Актът за мир.

#### Брожения в Генуа
В деня след примирието от Виняле в Генуа има народно въстание, може би също водено от древни републикански и обичащи независимостта настроения, което успява да изгони целия кралски гарнизон от града. Някои войници са линчувани от бунтовниците.
Виктор Емануил II, в съгласие с правителството, незабавно изпраща корпус на Берсалиерите, подкрепен от множество артилерийски единици и воден от генерал Алфонсо Ла Мармора. За няколко дни бунтът е потушен. Тежките бомбардировки и последвалите действия на грабежи и изнасилвания, извършени от войници, водят до подчинение на столицата на Лигурия, с цената на 500 смъртни случая сред населението.
Доволен от извършените репресии, Виктор Емануил пише на френски писмо с похвала до Ла Мармора през април 1849 г., определяйки бунтовниците като „подла и заразена раса негодници“ и го приканва да осигури по-голяма дисциплина чрез войниците („опитайте се, ако можете, да гарантирате, че войниците няма да се отдадат на ексцесии спрямо жителите, и накарайте да им се даде, ако е необходимо, високо заплащане и много дисциплина“).

#### Прокламация от Монкалиери
На 29 март 1849 г. новият крал се явява пред парламента, за да произнесе клетва за лоялност, а на следващия ден го разпуска, свиквайки нови избори. 30-те хил. гласоподаватели, които отиват до урните на 15 юли, изразяват твърде „демократичен“ парламент, който отказва да одобри мира, който кралят вече е подписал с Австрия. Виктор Емануил, след като обнародва прокламацията от Монкалиери, която приканва хората да изберат представители, осъзнавайки трагичния момент на държавата, отново разпуска парламента, за да гарантира, че новоизбраните имат прагматични идеи. Две трети от новия парламент е съставен от умерени, подкрепящи правителството на Масимо д'Адзельо. На 9 януари 1850 г. мирният договор с Австрия е окончателно ратифициран.

#### Идване на Кавур
Вече като кандидат за парламента през април 1848 г., Камило Бенсо ди Кавур влиза в него през юни същата година, поддържайки независима политическа линия, която не го изключва от критика, но го държи в ситуация на анонимност до провъзгласяването на законите на Сикарди, които предвиждат премахването на някои привилегии, свързани с Църквата.
Виктор Емануил е подложен на силен натиск от страна на църковните йерархии, така че той не обнародва тези закони. Те дори стигат дотам, че да мобилизират архиепископ Андреа Шарва, който, бидейки наставник на краля, се радва на известно влияние върху него, и дотам, че намекват, че нещастията, сполетели семейството на краля (смъртта на майка му и болестта на съпругата му) са резултат от божието наказание за липсата му на противопоставяне на законите, считани за „кощунствени“. Кралят, който, въпреки че не е набожен като баща си, е много суеверен и първоначално обещава, че ще се противопостави на законите; той дори пише писмо пълно с граматични грешки до папата, в което подновява своята преданост като католик и повтаря, че е яростен противник на такива мерки. Въпреки това, когато парламентът одобрява законите, Виктор Емануил II казва, че съжалява, но че Уставът не му позволява да им се противопоставя – демонстрация, че въпреки алергията към демократичните принципи, когато е необходимо да се измъкне от неприятности, той става стриктно спазващ Конституцията.
Активното участие на Кавур в обсъждането на законите му печели обществен интерес и след смъртта на Пиетро Де Роси от Сантароза той става новият министър на земеделието, към което е добавена позицията, от 1851 г., на министър на финансите в правителството на Масимо д'Адзельо.
Поддръжник на т. нар. „съюз“, Кавур става председател на Съвета на кралството на 4 ноември 1852 г., въпреки отвращението, което Виктор Емануил II изпитва към него. Въпреки безспорния политически съюз между двамата никога не е имало много симпатии, а кралят на няколко пъти е ограничавал действията му, като дори стига дотам, че да унищожи различни политически проекти, някои от които с голямо значение. Вероятно си спомня за това когато един все още млад Кавур е гледан като коварен и способен на предателство след неговите републикански и революционни изказвания по време на военната му служба. Според Киала, когато Ла Мармора предлага на Виктор Емануил назначаването на Кавур за министър-председател, кралят отговаря на пиемонтски: Ch'a guarda, general, che col there aj butrà tuti con le congie ant l'aria („Вижте, Генерале, че онзи там ще хвърли всички с главата надолу“). Според Фердинандо Мартини, който го е научава от Мингети, отговорът на Суверена е още по-цветист: E va bin, coma ch'a veulo lor. Ma ch'a stago sicur che col there an pococh temp an lo fica ant ël pronio a tuti! („Добре де, както искат. Но сме сигурни, че този там след малко ще го набута в гъза на всички!“).

### Обединение на Италия

#### Кримска война
Решен да покаже проблема на Италия в очите на Европа, Кавур вижда неповторима възможност в Руско-турската война, избухнала през юни 1853 г.: срещу Николай I от Русия, който окупира Влашко и Молдова, тогава земи на османските турци, и се задвижват Обединеното кралство и Франция, в които Кавур се надява да намери съюзници.
Изглежда, че Виктор Емануил II подкрепя конфликта и казва така пред френския посланик:
| „ | Ако ни победят в Крим, няма да имаме какво да правим, освен да отстъпим, но ако победим, много добре! Това ще има много по-голяма стойност за ломбардците, отколкото всички членове, които министрите искат да добавят към договора [...] ако те не искат да маршируват, аз ще избера други, които ще маршируват... | “ |

След като получава одобрението на Виктор Емануил II, Кавур започна преговори с воюващите страни, които продължават дълго време поради противоречията между министрите. Накрая, на 7 януари 1855 г. френското и английското правителство налагат ултиматум на Пиемонт: в рамките на два дни дали да одобри или не влизането във войната. Кралят след като прочита съобщението, размишлява върху одобрението на плана, който има от известно време: да разпусне отново парламента и да наложи правителство в полза на войната. Той няма време: същата нощ Кавур свиква Министерския съвет и в 9 часа сутринта на 8 януари, след нощ, довела до оставката на Дабормида, той успява да потвърди със задоволство участието на Сардиния в Кримската война.
Капитан на експедицията е Алфонсо Ла Мармора, която от Генуа отплава на изток: пиемонтците изпращат контингент от 15 000 мъже. Принуден да остане в тила под британското командване, Ла Мармора успява да се наложи, като сам е капитан на войските в битката при Чорная, която е триумф. Ехото от победата реабилитира сардинската армия, предоставяйки на Виктор Емануил II възможността да пътува до Лондон и Париж, за да привлече вниманието на местните владетели към пиемонтския въпрос. По-специално, кралят иска да разговаря с Наполеон III, който изглежда има повече интереси на полуострова от британците.
През октомври 1855 г. започват да се носят слухове за мир, който Русия подписва в Париж (Парижки конгрес). Пиемонт, който е назначил извънредна сесия за разглеждане на италианските въпроси като условие за участието си във войната, осъжда абсолютисткото правителство на Фердинанд II от Двете Сицилии с гласа на Кавур, предсказвайки сериозни безредици, ако никой не разреши проблем, който вече е широко разпространен из целия полуостров: потисничество под чуждо управление. Това не се харесва австрийското правителство, което се чувства поставено под съмнение и Карл Буол, министър на външните работи на Франц Йосиф, казва: „Австрия не може да признае правото, което граф Кавур е приписал на двора в Сардиния, да надига глас от името на Италия.“
Във всеки случай участието на Сардинското кралство в Парижките договори предизвика навсякъде голяма радост. Възникват разногласия между Торино и Виена след антисавойските и антихабсбургските пропагандни статии, докато са поискани официални извинения между Буол и Кавур: в крайна сметка на 16 март Буол нарежда на своите дипломати да напуснат столицата на Сардиния, на което Кавур отговаря със същото на 23 март. Дипломатическите отношения са прекъснати.

#### Тайни споразумения
В такъв напрегнат международен климат италианецът Феличе Орсини прави опит за покушение над живота на Наполеон III, като взривява три бомби срещу императорската карета, която остава невредима, причинявайки осем смъртни случая и стотици ранени. Въпреки очакванията на Австрия, която се надява на подхода на Наполеон III към неговата реакционна политика, френският император е умело убеден от Кавур, че италианската ситуация е достигнала критична точка и че е необходима намеса на Савоя. Така са положени основите за сардинско-френски съюз, въпреки противопоставянето на някои министри в Париж, особено Александър Флориан Йозеф Колона Валевски. Благодарение и на застъпничеството на Вирджиния Олдоини, графиня на Кастильоне, и на Костантино Нигра, и двамата адекватно инструктирани от Кавур, отношенията между Наполеон III и Виктор Емануил II стават все по-близки.
През юли 1858 г., под претекст за ваканция в Швейцария, Кавур се отправя към Пломбиер Франция, където тайно се среща с Наполеон III. Последвалите устни споразумения и тяхното формализиране в сардинско-френския съюз от януари 1859 г. предвиждат отстъпването на Савоя и Ница на Франция в замяна на френска военна помощ, което ще се случи само в случай на австрийско нападение. Наполеон признава създаването на Кралство Горна Италия, докато иска Централна и Южна Италия да бъдат под негово влияние. В Помбиер Кавур и Наполеон решават и за брака между братовчеда на последния, Наполеон Жозеф Шарл Пол Бонапарт и Мария Клотилда Савойска, дъщеря на Виктор Емануил.

#### Вик на болка
Новината за срещата в Пломбиер изтича въпреки всички предпазни мерки. Наполеон III не прави нищо, за да запази намеренията си в тайна, а само казва следното на австрийския посланик:
| „ | Съжалявам, че отношенията ни вече не са толкова добри, колкото в миналото; все пак моля, предайте на императора, че личните ми чувства към него не са се променили. | “ |

Десет дена по-късно, на 10 януари 1859 г., Виктор Емануил II се обръща към парламента на Сардиния с прочутия израз „вик на болка“ (на итал. grido di dolore), чийто оригинален текст се пази в замъка в Сомарива Перно.
| „ | Нашата малка по територия страна получи заслуги в Съветите на Европа, защото е велика с идеите, които застъпва, със симпатиите, които буди. Това състояние не е лишено от опасности, тъй като, докато спазваме договорите, не сме безчувствени към вика на болка, който се надига към нас от много части на Италия! | “ |

Доброволците незабавно се втурват към Пиемонт, убедени, че войната е неизбежна, и кралят започва да трупа войските си на границата с Ломбардия, близо до Тичино. В началото на май 1859 г. Торино разполага с 63 хил. въоръжени мъже. Кралят поема командването на армията и оставя управлението на цитаделата в Торино на своя братовчед Евгений Емануил Савойски-Каринян-Вилафранка. Загрижена от превъоръжаването на Савойците, Австрия поставя ултиматум на Виктор Емануил II, също по искане на правителствата на Лондон и на Петербург, който обаче е незабавно отхвърлен. Така Масимо д'Адзельо преценява новината за ултиматума на Хабсбургите: „Ултиматумът е една от онези лотарийни игри, които се случват веднъж на век“.
Това е начало на война. Франц Йосиф заповядва да пресекат река Тичино и да се насочат към столицата на Пиемонт, преди французите да се втурнат на помощ.

#### Италия и Виктор Емануил II
След като австрийците се оттеглят от Кивасо, френско-пиемонтските войски разбиват вражеския корпус близо до Палестро и Маджента, пристигайки в Милано на 8 юни 1859 г. Доброволците от Алпийските ловци, водени от Джузепе Гарибалди, бързо окупират Комо, Бергамо, Варезе и Бреша: едва 3500 мъже, зле въоръжени, които сега маршируват към Трентино. Хабсбургските сили вече се изтеглят от цяла Ломбардия.
Битката при Солферино и Сан Мартино (24 юни 1859 г.) е решаваща: изглежда, че малко преди сблъсъка при Сан Мартино Виктор Емануил II говори на войските на пиемонтски така: „Момчета, или ще вземем Сан Мартино, или другите ще ни направят Сан Мартино!“ – „правя Сан Мартино“ (на итал. "fare San Martino") е от пиемонтското fé San Martin, т..е „измествам се“. Тогава избухват въстанически бунтове почти навсякъде в Италия: Маса, Карара, Модена, Реджо Емилия, Парма, Пиаченца. Леополд II от Тоскана, уплашен от обрата на събитията, решава да избяга в Северна Италия, в лагера на император Франц Йосиф. Наполеон III, наблюдавайки ситуация, която не следва плановете от договорите от Пломбиер, започва да се съмнява, че неговият съюзник иска да спре завладяването на Горна Италия. Така Наполеон III от 5 юли започва да урежда примирието с Австрия от Вилафранка, което Виктор Емануил II трябва да подпише, докато плебисцитите в Емилия, Романя и Тоскана потвърждават анексията на Пиемонт: на 1 октомври папа Пий IX къса дипломатическите отношения с Виктор Емануил II.
Създаденият градеж се оказва затруднен по повод на Цюрихския мир, подписан от Кралство Сардиния едва на 10/11 ноември 1859 г., което вместо това остава вярно на противоположния принцип за връщане на свалените суверени и на изграждане на федерация, оглавявана от папата, която също ще включва австрийско Венето, заедно с федерална армия. Въпреки това за няколко месеца се създават възможности за цялостното обединение на полуострова. При желанието на Гарибалди да замине с доброволци за Сицилия правителството изглежда много скептично, ако не и враждебно. Вярно е, че има явни признаци на приятелство между Виктор Емануил II и Гарибалди, които изглежда се уважават един друг, но Кавур на първо място смята сицилианската експедиция за прибързано и вредно действие за самото оцеляване на Сардинската държава. Изглежда, че Гарибалди многократно е повтарял, за да получи съгласие за експедицията: „В случай, че се предприемат действия, не забравяйте, че програмата е: Италия и Виктор Емануил“.
Въпреки подкрепата на краля Кавур надделява, като по този начин лишава кампанията на Гарибалди от необходимите средства. Не е известно дали кралят окончателно е одобрил експедицията. Това, което е сигурно е, че Гарибалди е намерил доставки на патрони в Таламоне (Орбетело), следователно все още в Кралство Сардиния. Дипломатическият протест е остър: Кавур и кралят трябва да уверят пруския посланик, че не са запознати с идеите на Гарибалди.
Пристигайки в Сицилия, Гарибалди осигурява острова, след като побеждава изтерзаната армия на Бурбоните, за „Виктор Емануил, крал на Италия". Още в тези думи е предопределен планът на Ницардо, който със сигурност няма да спре само в Кралството на двете Сицилии, а ще да тръгне към Рим. Тази перспектива се сблъсква с проектите на Пиемонт, които сега виждат надвисналата републиканска и революционна опасност и преди всичко се страхуват от намесата на Наполеон III в Лацио. Виктор Емануил II, начело на пиемонтските войски, нахлува в Папската държава, побеждавайки армията ѝ в битката при Кастелфидардо. Наполеон III не може да толерира нахлуването в папските земи и многократно се опитва да разубеди Виктор Емануил II да нахлуе в Марке, съобщавайки му на 9 септември, че: „Ако наистина войските на Негово височество влязат в държавите на Светия отец, ще бъда принуден да се противопоставя [...] Фарини бе обяснил политиката на Негово височество“.
Срещата с Гарибалди, известна в историята като Среща при Теано, се състои на 26 октомври 1860 г.: признат е суверенитетът на Виктор Емануил II над всички територии на бившото Кралство на двете Сицилии. Това води до премахването на концепцията на Джузепе Мацини за Републиканска Италия и ще доведе до сформирането на републикански, интернационалистки и анархистки антимонархически ядра, които ще се противопоставят на короната до края на савойския суверенитет.

#### Обявяване за крал на Италия
„Да живее Верди“ („Viva Verdi“) е мотото на антиавстрийските въстания в Северна Италия, когато патриотите не възнамеряват толкова да възвеличават фигурата на великия музикант, който също е внесъл патриотични значения в произведенията си, колкото да пропагандират обединителен национален проект в лицето на Виктор Емануил II (Да живее ВЕРДИ = Да живее Виктор Емануил, крал на Италия).
С влизането на Виктор Емануил в Неапол провъзгласяването на Кралство Италия става неизбежно, веднага след като Франц II капитулира с крепостта на Гаета.
След като парламентът е подновен, с Кавур като министър-председател, първата му сесия, включваща депутати от всички анексирани региони (чрез плебисцит), се провежда на 18 февруари 1861 г. На 17 март парламентът провъзгласява раждането на Кралство Италия, като предлага следната формула на Италианския парламент:
| „ | Виктор Емануил II приема за себе си и своите наследници титлата „крал на Италия“. Правителствените актове и всички други актове, които трябва да бъдат озаглавени от името на краля, ще бъдат оглавявани със следната формула: (Името на краля) По Божието провидение, с гласуване на краля на италианската нация. | “ |

Формулата обаче е остро оспорвана от парламентарната левица, която би предпочела да свърже кралската титла само с народната воля. Всъщност заместникът Анджело Броферио предлага да се промени текстът на члена на: „Виктор Емануил е обявен от народа за крал на Италия“, премахвайки „Божието провидение“ – израз, вдъхновен от формулата на Албертиновия устав (1848 г.), който гласи По Божията милост и волята на нацията, като по този начин легитимира божието право на кралете от Савойската династия. Предложението на левицата не е прието и е одобрено следното:
| „ | Единствен член: Всички актове, които трябва да бъдат озаглавени от името на краля, ще бъдат така със следната формула: (Името на краля) По Божията милост и по волята на нацията крал на Италия. | “ |

#### Непроменена цифра
След провъзгласяването на кралството цифрата "II" не е променена в полза на титлата „Виктор Емануил I Италиански“, подобно на Иван IV от Московия, който не променя цифрата, след като се провъзгласява за цар на цяла Русия, и на британските монарси, които запазват цифрата на Кралство Англия (Уилям IV и Едуард VII), като по този начин ефективно се признава институционалната приемственост на кралството. Вместо това Фердинанд IV Неаполитански и III Сицилиански постъпва различно, като решава да се нарече Фердинанд I след премахването на Сицилианското кралство и Неаполитанското кралство като автономни държавни образувания и след създаването на Кралството на двете Сицилии. Запазването на цифрата е подчертано от някои историци и някои от тях отбелязват, че това решение, според тях, би подчертало естеството на разширяването на господството на Савойския дом над останалата част от Италия, а не раждането от нулата на Кралство Италия. В тази връзка историкът Антонио Дезидери коментира:
| „ | На 17 март 1861 г. субалпийският парламент провъзгласява Виктор Емануил вече за крал на италианците, а за „крал на Италия по Божията милост и волята на нацията“. Втори, не първи (както е трябвало да се нарича), за да се подчертае приемствеността с миналото, тоест анексионистичният характер на образуването на новата държава, нищо повече от разширяването на старите граници, „кралско завоевание“, като това се наричаше противоречиво. Което бе и начинът да накарат италианците да разберат, че Италия е създадена от Савойския дом и че той действа като гарант за ред и социална стабилност. | “ |

Други историци отбелязват, че запазването на номерацията е в съответствие с традицията на Савойската династия, както се случва например с Виктор Амадей II, който продължава да се нарича така дори след получаване на кралската титла (първо на Сицилия, а след това на Сардиния).

### Рим като столица. Последни години
От обединението на Италия все още липсват важни територии: Венето, Трентино, Фриули, Лацио, Истрия и Триест. „Естествената“ столица на новороденото кралство би трябвало да бъде Рим, но това е възпрепятствано от съпротивата на Наполеон III, който няма намерение да се откаже от ролята си на защитник на папата. За да се покаже, че Виктор Емануил II се отказва от Рим и следователно да се смекчи напрегнатата ситуация с френския император, е решено столицата да се премести във Флоренция – град близо до географския център на Италианския полуостров. Между 21 и 22 септември 1864 г. по улиците на Торино избухват кървави бунтове, довели до около тридесет убити и над двеста ранени. Виктор Емануил II би искал да подготви гражданите за новината, за да се избегнат сблъсъци, но новините някакси изтичат. Недоволството е всеобщо и Олиндо Гуерини описва ситуацията по следния начин:
| „ | О, тъжните предзнаменования за бъдещето на Торино, направени по време на транспортирането на столицата! А те бяха направени от самите торинци, които за момент загубиха доверие в себе си. | “ |

Вследствие на нови новинарски събития, които включват раняването на някои чуждестранни делегати и насилствено хвърляне на камъни, кралят поставя града пред свършен факт, като публикува това съобщение във в. „Газета“ на 3 февруари 1865 г.:
| „ | Тази сутрин в 8.00 часа Негово величество кралят напусна Торино за Флоренция, придружен от Негово превъзходителство председателя на Министерския съвет. | “ |

Така Виктор Емануил II получава почестите на флорентинците, докато над 30 хил. дворцови служители се преместват в града. Населението, свикнало с малкия брой велики херцогски министри, е зашеметено пред администрацията на новото кралство, което междувременно е подписало съюз с Прусия срещу Австрия.
На 21 юни 1866 г. кралят напуска Палацо Пити и се насочва към фронта, за да завладее Венето. Победено при Лиса (20 юли 1866 г.) и при Кустоца (24 юни 1866 г.), Кралство Италия все пак получава Венеция след мирните договори, последвали победата на Прусия.
Рим остава последната територия (с изключение на Венеция Джулия и Трентино-Алто Адидже), която все още не е включена от новото кралство: Наполеон III спазва ангажимента си да защитава Папската държава и войските му са разположени на папските територии. Самият Виктор Емануил II не пожелава да вземе официално решение дали да атакува или не. Урбано Ратаци, който става министър-председател, се надява на въстание от самите римляни, което не се случва. Поражението в битката при Ментана (3 ноември 1867 г.) хвърля много съмнения върху ефективния успех на начинанието. То успява да се осъществи едва с падането през 1870 г. на Наполеон III. На 8 септември последният опит за овладяване на Рим с мирни средства се проваля и на 20 септември генерал Рафаеле Кадорна отваря пробив в римските стени (т. нар. Пробив на Порта Пия). Виктор Емануил II казва:
| „ | С Рим като столица аз развалих обещанието си и увенчах начинанието, започнато преди двадесет и три години от моя великодушен родител. | “ |

Когато развълнуваните министри Джовани Ланца и Куинтино Села му представят резултата от плебисцита на Рим и Лацио, кралят отговаря на Села на пиемонтски:
| „ | Замълчете. Остава ми само да се застрелям с пистолет. До края на живота си няма да има какво повече да взема. | “ |

#### Римският въпрос
С Рим като столица е сложен край на Рисорджименто, въпреки че т. нар. „иредентистки земи“ все още липсват за пълното национално единство. Сред различните проблеми, с които новата държава трябва да се сблъска, от неграмотността до разбойничеството, от индустриализацията до правото на глас, е раждането на известния Южен въпрос, както и на „Римския въпрос“. Въпреки че на папата са признати специални имунитети, почестите на държавен глава, годишна рента и контрол над Ватикана и Кастел Гандолфо, Пий IX отказа да признае Италианската държава поради анексирането на Рим към Кралство Италия, което отнема място с Пробива на Порта Пия и потвърждава, с разпоредбата на Non expedit (1868), неуместността италианските католици да участват в политическите избори на Италианската държава и, следователно, в политическия живот. Освен това папата отлъчва от Църквата Савойския дом, тоест както Виктор Емануил II, така и неговите наследници, а заедно с тях и всеки, който сътрудничи на управлението на държавата. Това отлъчване е оттеглено едва на смъртния одър на суверена.
Виктор Емануил II, когато му се намеква за историята на Рим, винаги показва зле прикрито раздразнение до степен, че когато му предлагат да направи триумфално влизане в Рим и да изкачи Капитолия с шлема на Сципион, той отговаря, че за него този шлем е „Добър само за готвене на паста!“. Всъщност, ако баща му е изключително религиозен, то Виктор Емануил е скептик, но пък много суеверен, силно повлиян от духовенството и влиянието на папата.

### Смърт
В края на декември 1877 г. Виктор Емануил II, любител на лова, но с деликатни дробове, прекарва нощ на открито край езерото в своето ловно имение в Лацио: влажността на тази среда се оказа фатална за него. Според други историци треската, довели до смъртта му, е маларийна от лова в блатистите райони на Лацио.
Вечерта на 5 януари 1878 г., след като изпраща телеграма до семейството на наскоро починалия Алфонсо Ла Мармора, Виктор Емануил II го втриса. В началото лекарите не са особено загрижени: кралят няма и 58 г. и винаги е бил с добро здраве. Въпреки това той внезапно се влошава и на 7 януари новината за сериозното му състояние е разкрита. Когато папа Пий IX научава за предстоящата му смърт, праща Монсеньор Маринели в Квиринала, вероятно за да даде тайнствата на умиращия крал, но той не е приет. Кралят получава последните тайнства от ръцете на своя капелан, монсеньор д'Анзино, който е отказал да въведе Маринели до леглото му, тъй като се страхува, че зад действията на Пий IX са скрити тайни цели. Когато лекарят го пита дали иска да види изповедника, кралят първоначално се се колебае, за да каже накрая „Разбрах“ и да разреши влизането на капелана, който остава с него за около двадесет минути и отива в енорията Сан Винченцо, за да вземе причастие. Енорийският свещеник каза, че не е упълномощен да му го даде и намесата на викария е необходима, за да се премахне съпротивата му. Виктор Емануил II остава в съзнание до края, искайки да умре като крал: задъхан, той се оставя да бъде изтеглен на възглавниците, мята сивата си ловджийска дреха на рамене и оставя всички придворни сановници да минат покрай леглото му, поздравявайки ги един по един с кимване на глава. Накрая той поисква да остане насаме с децата си Умберто и Мария, но в последния момент кара да влезе и Емануил Алберт, сина му от Роза Верчелана, който за първи път се озовава пред своя полубрат Умберто, който никога не е искал да се запознае се с него.
На 9 януари в 14:30 часа кралят умира след 28 години и 9 месеца управление, в присъствието на децата си, но не и на морганатичната си съпруга Роза Верчелана, на която е забранено да присъства от министрите на кралството.
Емоцията, обхванала Кралството, е единодушна и заглавията я изразяват чрез използване на типичната реторика за периода. Неаполитанският вестник „Пиколо“ със заглавие „Най-храбрият от Макавеите е мъртъв, лъвът на Израел е мъртъв, Хрътката на Данте е мъртва, провидението на нашия дом е мъртъв. Плачете, о, сто града на Италия! Плачете на пристъпи, граждани!“. „Кой знаеше, о, велики кралю, че те обичаше толкова много?“ пише римският поет Фабио Нанарели. И Феличе Кавалоти, съосновател на историческата крайна левица, изразява съболезнованията си на новия крал Умберто I.
Цялата преса, включително чуждестранната, е единодушна в съболезнованията си (австрийските вестници „Нойе Фрайе Пресе“ и „Морген Пост“ не се присъединяват към траура, както може да се очаква). Осерваторе Романо пише: „Кралят получи Светите тайнства, заявявайки, че моли папата за прошка за грешките, за които е отговорен“. Новинарската агенция „Стефани“ незабавно отрича, но Римската курия отрича отричането: светската преса се надига, нарича Пий IX „лешояд“ и го обвинява в „позорни спекулации относно тайната на изповедта“; това, което може да бъде повод за намаляване на напрежението, се превръща в допълнителен повод за конфликт между духовници и миряни. Английският вестник „Манчестър Гардиън“ посвещава три от шест колони на смъртта на краля на страницата си за външна политика, която смърт е основната новина за деня.
Виктор Емануил II е изразил желанието да бъде погребан в базиликата Суперга в Торино, но синът му Умберто I, съобразявайки се с молбите на Община Рим, решава тялото да остане в града, в Пантеона, във вторият параклис вдясно от входа, т.е. в съседство с този с Благовещението на Мелоцо да Форли. Гробът му става дестинация за поклонение на стотици хиляди италианци, идващи от всички региони на Кралството, за да отдадат почит на краля, обединил Италия. Смята се, че повече от 200 хил. души присъстват на държавното погребение. Разпространявайки прокламацията към нацията, Умберто I (който приема цифрата I вместо IV, която би трябвало да запази според савойската номерация), се изказва по следния начин:
| „ | Вашият първи крал е мъртъв; неговият наследник ще ви докаже, че институциите не умират | “ |

Писателят Едмондо де Амичис кара младите герои в книгата си „Сърце“ да описват погребението по следния начин:
| „ | ...осемдесет черни воала паднаха, сто медала се блъснаха в гърдите и този звучен и объркан шум, който разбуни кръвта на всички, беше като звук от хиляди човешки гласове, които казваха всички заедно: - Сбогом, царю добър, кралю храбри , верен крал! Ще живееш в сърцето на своя народ, докато слънцето грее над Италия. | “ |

## Памет

### Олтар на родината в Рим
За да отпразнува „Бащата на отечеството“, Общината на Рим дава началото на проект за възпоменателна творба от 1880 г. по волята на Умберто I Савойски. Това, което е построено, е едно от най-смелите архитектурни произведения в Италия през 19 век: за да се издигне, част от града, все още средновековна, е разрушена и кулата на папа Павел III също е разрушена. Сградата би трябвало да напомня на Храма на Атина Нике в Атина, но смелите и сложни архитектурни форми поставят под съмнение нейните стилистични характеристики. Днес вътре се намира гробът на Незнайния воин. 

### Галерия „Виктор Емануил II в Милано
Проектирана от Джузепе Менгони (който умира там), Галерия „Виктор Емануил II“ в Милано свързва площад „Скала“ с Миланската катедрала. Тя е построена, докато кралят е все още жив, започвайки през 1865 г. Първоначалният проект има за цел да подражава на големите архитектурни произведения, издигнати през онези години в Европа, създавайки буржоазна галерия в сърцето на града.

### Паметници, посветени на Виктор Емануил II
- Ферара
- Флоренция
- Генуа
- Джулианова
- Лоди
- Ливорно
- Милано
- Монца
- Неапол
- Неапол
- Перуджа
- Рим
- Ровиго
- Сасари
- Торино
- Трапани
- Венеция
- Вербания
- Верона
- Виченца
- Болоня

## Слух за разменени деца
Поради физическата разлика между Виктор Емануил II и баща му Карл Алберт навремето е имало слух за замяната на истинския Виктор Емануил, умрял във Флоренция при пожара в къщата на дядо му през 1822 г., със сина на флорентински месар. Според една от версиите на мълвата бащата е идентифициран с месаря Танака, който в онези дни е съобщил за изчезването на син и който по-късно внезапно ще забогатее. Друга версия на слуха идентифицира бащата като касапин при Порта Романа на име Мацука.
Този слух винаги е бил считан за неоснователен от историците и следователно за клюка. Въпреки преценката на историците слухът е възприет в неакадемичен текст, който оспорва доклада за пожара, написан от ефрейтор Галуцо, тъй като авторите смятат, че е малко достоверно пламъците да са обхванали присъстващата в стаята гувернантка, но да са оставили невредим Виктор Емануил.
Тази легенда е в противоречие с два елемента. Първо, родителите на Виктор Емануил са все още много млади през 1822 г. и следователно все още са в състояние да създадат нов наследник на трона. Всъщност две години след пожара се ражда Фердинанд, бъдещият херцог на Генуа. Следователно трикът със замяната би бил потенциално безполезен и изключително рискован за имиджа на династията. Второ, майка му Мария Тереза изпраща на баща му писмо, в което, говорейки за малкия Виктор Емануил и за неговата жизненост, казва: „Наистина не знам откъде иде това момче. Той не прилича на никого от нас и изглежда е дошъл, за да ни отчая всички“. Според Индро Монтанели, ако детето не е бил негов син, кралицата е щяла да внимава да не изразява удивлението си.

## Личен живот

### Един ден с краля
Кралят и през лятото, и през зимата става от леглото в 4 часа или малко след това. Той се облича напълно, сякаш ще излиза, винаги в един и същи стил. След ставане пуши. Той е запален пушач и пуши големи хавански пури, като винаги носи своята голяма табакера от руска кожа. След това отива на разходка, погрижва се за конете и кучетата, а когато му омръзва, отива в някоя близка местност, в компанията на един или двама камериери, за да ловува зайци или птици.
Всяка сутрин той запазва час или два за частните си аудиенции. В четвъртък и неделя в 8:00 часа приема министрите, които се събират в Съвета за няколко часа, представяйки му всички укази, които трябва да носят подписа на му. Тогава той приема или Първия адютант, или Министъра на домакинството, или Началника на кабинета, или Ръководителя на Ордена на св. Маврикий или този на Ордена на короната на Италия и т.н. Между 10 и 11:30 часа има официални приеми на чуждестранни принцове, посланици и други личности. Малко преди обяд той яде нещо средно между обяд и късна сутрешна закуска, след което си почива час-два. В три часа периодично приема началника на частния кабинет, който му носи цялата неотворена кореспонденция, пристигаща по пощата, с препоръчани или обявени писма, или носеща формулировката „поверително“. Освен това началникът му представя подаръци и адреси, молби, телеграми, официална кореспонденция и накрая доклада на вестниците, защото Виктор Емануил II иска да бъде в крак с всичко, което се случва в политиката и в областта на ежедневните новини. След това той вика Великия щитоносец, или Първия адютант, или Маркиз Коконито и отива да се повози с файтон в града, по обществената алея, или в провинцията, и се връща в двореца привечер. Към вечерта следват посещенията на членове на семейството, на близки приятели и понякога на някой министър, който иска да го види насаме. Също вечер той много често повтаря частните си аудиенции.
Два или три пъти седмично, когато има представления с музика и танци, той ходи на театър около 21:30 часа, тоест точно по времето, когато обикновено започват танците, защото не харесва музиката. От друга страна обича да участва в премиерите и там чете от началото до края либретата на новите опери и тези на танците, които най-често написани в не много италиански стил и съдържащи неразбираеми теми, което го кара да се смее много. Той никога или много рядко остава до падането на последната завеса, защото в 23 или най-късно 23:30 иска да се прибере.
Малко преди полунощ яде доста малко, което е неговата вечеря, и това често е единственото му хранене за деня, защото когато ходи на лов рано, по обяд, когато не е вкъщи, той не яде нищо.
Вечерите, когато не ходи на театър, той или си остава вкъщи, или отива във Вила Мирафиоре, когато Бела Розин е там, или тръгва към близкото ловно поле, където иска да бъде на разсъмване. Малка компания се събира почти всяка вечер във Вила Мирафиоре, на която присъстват някои от адютантите му, редица офицери от Наредбите, Началник щаба и семейството, доктор Грифа, доктор Адами... Кралят много рядко се забавлява за няколко минути сред останалите, но обикновено след вечеря се оттегля в покоите си. Ляга си към полунощ.

### Характер и интереси
Кралят не харесва дворцовия живот, предпочита лова и билярда пред светските събития. За своята метреса, а по-късно морганатична съпруга Роза Верчелана той купува земята около Торино, известна днес като Парк „Мандрия“ във Венария Реале и кара да построят там резиденция, известна като Кралски апартаменти на Борго Кастело. През 1863 г. Роза се премества там. Тази резиденция, която не принадлежи на короната, а е частно наследство на краля, остава завинаги любимата на двойката, тъй като кралят обича да намира убежище там, за да ловува и да избяга от дворцовия живот. Той се радва на уютния дом и на вкусната кухня на грижовната Роза. Роза е изолирана и презирана от благородниците, макар че се опитва да се приближи до тях.
По-късно той нарежда да построят Вила Мирафиори в Рим като резиденция на Роза. За техните деца Витория и Емануеле Алберто кара да построят фермите „Витория“ и „Емануела“ (днес известна като Рубианета) вътре в парка за отглеждане на коне. Розина готви за него традиционните ястия от пиемонтската кухня, реже му ноктите на краката, както е традиция в провинцията, отнася се към него с обичта и уважението на буржоазните съпруги от онова време. Кралят, на официални вечери, не докосва храна, поставяйки всички гости в неудобно положение. Мрази всякакви форми на етикет и дълбоко в себе си се смята за буржоа, земевладелец, и тя го кара да се чувства именно така.
Той не обича да разговаря с няколко души едновременно и приема хората един по един. Приема прав, когато иска посещението да е краткотрайно, или седи в кабинета си пред бюрото си и кара посетителя да седне с лице към него, когато иска или е необходимо посещението да продължи повече време.
Когато е в добро настроение, е много приказлив и дори се радва да слуша хората да бъбрят много; така че всички хора, които вижда, го информират ежедневно за всичките големи и малки събития, случили се през деня.
Чете много и често. Особено харесва книгите за пътешествия, за лов, за надбягвания и публикациите за коневъдство. Пише много, защото забелязва всичко и особено по отношение на разходите не пренебрегва ден след ден да отбелязва и най-малките.
Прибирайки се вечер у дома и понякога, докато разговаря с един или друг, той се забавлява, като чете многото писма, изпратени до него в последния момент, които идват с препоръчана поща, и онези, които хората хвърлят в каретата му, когато си тръгва или когато влиза в двореца и по улиците, по които пътува.

## Брак и потомство
Жени се два пъти:
∞ 1. 12 април 1842 в Ловен павилион „Ступиниджи“ до Торино за братовчедка си ерцхерцогиня Мария Аделхайд Хабсбург-Лотаринска (* 3 юни 1822, Милано; † 20 януари 1855, Торино), племенница на австрийския император Франц II, дъщеря на ерцхерцог Райнер Йосиф Хабсбург-Лотарингски, вицекрал на Ломбардия-Венеция, и на Мария Елизабета Савойска-Каринян, сестра на краля на Сардиния Карл Алберт, от която има шест сина и две дъщери:
- Лудовика Тереза Мария Клотилда Савойска (* 2 март 1843, Торино; † 25 юни 1911, Монкалиери), ∞ за принц Наполеон Жозеф Шарл Пол Бонапарт (наречен „Жером“ или „Плон-Плон“), двоутробен брат на Наполеон III, от когото има двама сина и една дъщеря.
- Умберто Райнер Карл Емануил Йоан Мария Фердинанд Евгений Савойски (* 14 март 1844, Торино; † 29 юли 1900, Монца), като Умберто I крал на Италия (1878 – 1900), ∞ за 21 април 1868 в Торино за Маргарита Савойска, от която има един син (последният крал на Италия Умберто II)
- Амадей Фердинанд Мария I Савойски (* 30 май 1845, Торино; † 18 януари 1890, Торино), крал на Испания (1870 – 1873), херцог на Аоста (1845 – 1890), ∞ 1. 30 май 1867 в Торино за Мария Витория дал Поцо дела Чистерна (* 9 август 1847, † 8 ноември 1876), от която има трима сина 2. 11 септември 1888 в Торино за Мария Летиция Бонапарт (* 20 декември 1866, † 25 октомври 1926), от която има един син
- Отон Евгений Мария Савойски (* 11 юли 1846, Ракониджи; † 22 януари 1866, Генуа), принц на Савоя и херцог на Монферат, инвалид
- Мария Пия Савойска (* 16 октомври 1847, Торино; † 5 юли 1911, Ступиниджи), чрез брак кралица на Португалия; ∞ 6 октомври 1862 в Лисабон за Луиш I, крал на Португалия (* 31 октомври 1838, † 19 октомври 1889), от когото има четирима сина
- Карл Алберт Савойски (* 2 юни 1851, Торино; † 28 юни 1854, Ступиниджи), херцог на Шабле
- Виктор Емануил Савойски (*/ † 7 юли 1852)
- Виктор Емануил Леополд Савойски (* 8 януари 1855, Торино; † 17 май 1855, Торино), граф на Генуа

- Децата на Виктор Емануил II
- принцеса Мария Клотилда
- крал Умберто I
- крал Амадей I
- принц Отон Евгений
- кралица Мария Пия

∞ 2. 18 декември 1869 морганатично в имението Кашине Векие в Сан Росоре до Пиза, 7 октомври 1877 г. в Рим граждански за Роза Верчелана (* 11 юни 1833, Монкалво или Ница Маритима; † 26 декември 1885, Пиза), от която има син и дъщеря:
- Витория Гуериери ди Мирафиори (* 1850, † 1919); ∞ 1. 14 април 1868 за маркиз Джакомо Филипо Спинола (* 1 май 1828, Генуа; † 4 януари 1872, Флоренция), 1-ви адютант на краля, от когото има от когото има двама сина и една дъщеря 2. 1 септември 1875 за маркиз Луиджи Доменико Спинола (* 22 юли 1825, Генуа; † 16 декември 1899, Флоренция), брат на предходния, от когото има една дъщеря 3. 1900 за Паоло Де Симоне (* 1859, † юни 1906, Рим), син на Фердинандо Де Симоне (градинар на Кралския дом в Пиза), агроном, кмет на Чита дел Пиеве, колекционер на местна и екзотична фауна и флора
- Емануеле Алберто Гуериери ди Мирафиори (* 4 октомври 1851, Монкалиери; † 24 декември 1894, замъка „Мирафиори“ в Сомарива Перно), граф на Мирафиори и на Фонтанафреда, пионер във винопроизводството; ∞ 10 ноември 1872 за Бианка Енрикета де Лардерел, дъщеря на Франсоа Жак дьо Лардерел, инженер и предприемач, от която има двама сина.

Има множество извънбрачни деца от много любовници, така че е наречен „Баща на италианците“.
От актрисата Лаура Бон (* 24 октомври 1825, Торино; † 24 юли 1904, Венеция) има син и дъщеря:
- Мъртвороден син (*/† 1852)
- Емануела Мария Алберта Витория Гуериери ди Ровербела (* 6 септември 1853, † 1890), графиня на Ровербела, ∞ за Винченцо Пиетрафорте;[45][44]

От баронеса Витория Дуплезис има една дъщеря:
- Савоярда Савойска (* 1856, † 1885)[44]

От неизвестна жена от Мондови има един син:
- Донато Етна (* 15 юни 1858, Мондови; † 11 декември 1938, Торино), генерал и политик, сенатор на Кралство Италия (1933), известен планински командир от превземането на Монте Неро, комуто се дължи въвеждането във войската на сиво-зелената униформа.

От Вирджиния ди Ро от Торино има син и дъщеря:
- Виторио ди Ро (* 1861; † 10 октомври 1913, Торино), известен фотограф
- Мария Пия Аделаида ди Ро-Гуериери (* 25 февруари 1866, Торино; † 19 април 1947, Виена), ∞ за Алесандро Монтекуколи-Ладерки (* 1861, † 1933), граф на Гуиля и Марано, от когото има един син.[46]

От Розалинда „Линда“ Инкороната де Доменичис (* 1846, Термоли; † 1916, Рим), придворна дама, има една дъщеря:
- Витория Де Доменичис (* 1869, † 1935), ∞ 6 януари 1899 в Рим за Алберто Бенедети (* 1870, † 1920), офталмолог, от когото има три дъщери[47]

От Анджела Роза Де Филипо (* 5 май 1858, Неапол), има един син:
- Доменико Скарпета (* 1876, † 1952), актьор; ∞ 1. за Анна Мичо (* 1880; † 1919) 2. Елвира д'Урсо[49]

В допълнение към тях кралят има много други извънбрачни връзки, особено след смъртта на съпругата си, и има много извънбрачни деца (около 20), чието име е неизвестно, но на които е дадено фамилното име Гуериери или Гуериеро (Guerrieri / Guerriero).